# St. Marien (Rheydt)

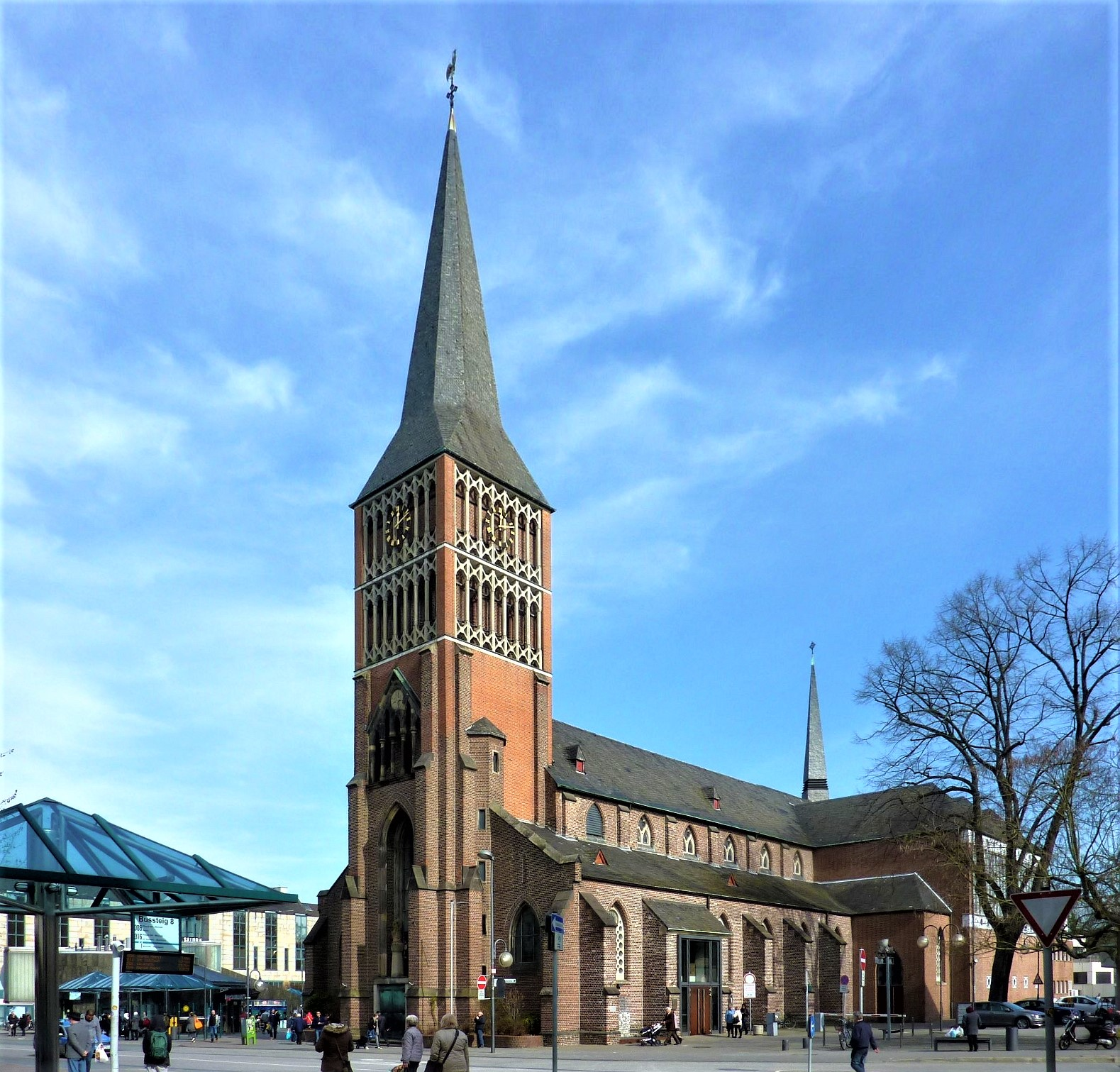
St. Marien

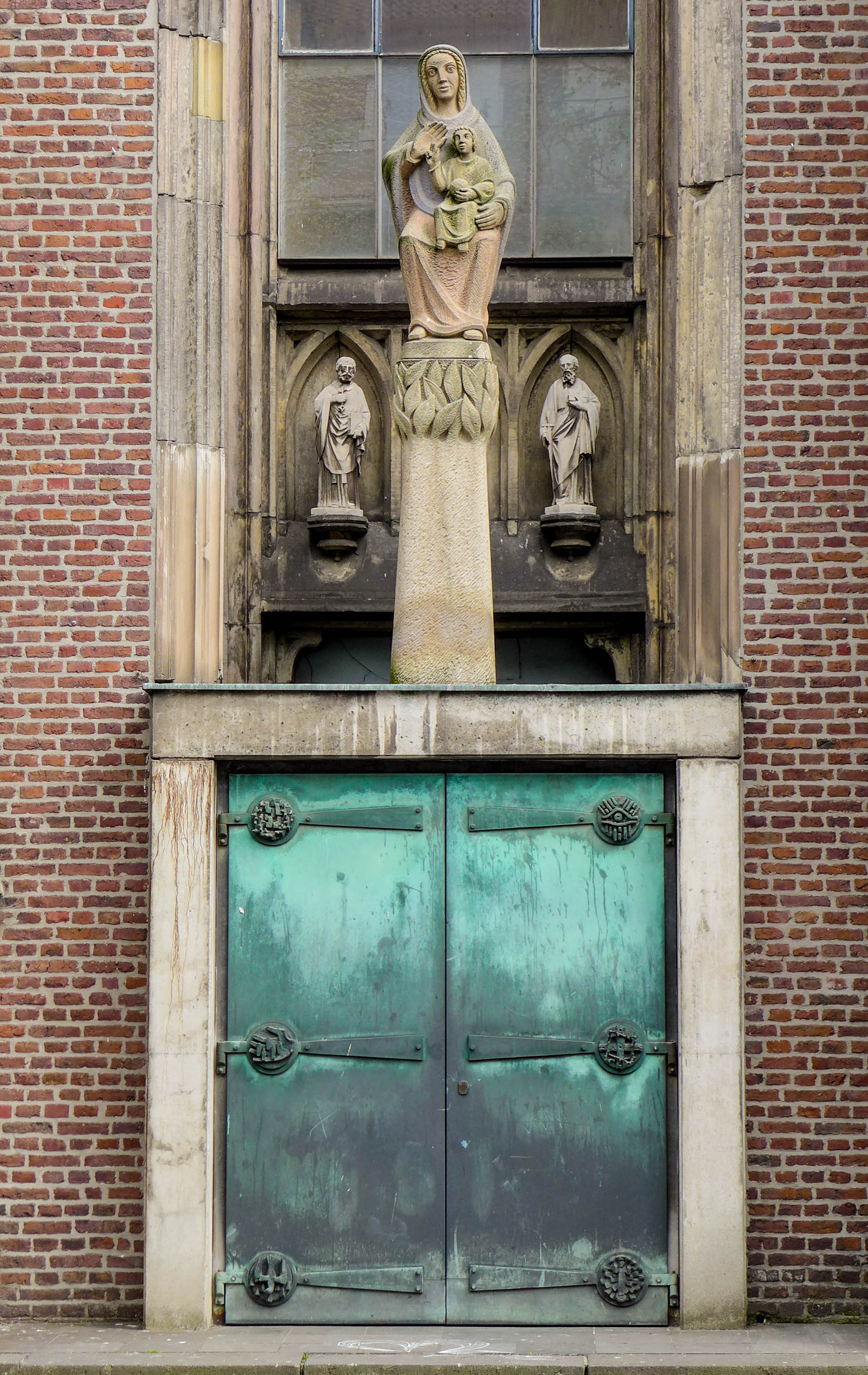
St. Marien – Hauptportal

Die römisch-katholische Pfarrkirche St. Marien steht im Stadtteil Rheydt in Mönchengladbach (Nordrhein-Westfalen).
Sie wurde zwischen 1853 und 1855 nach einem Entwurf von Vincenz Statz im Stil der Neugotik erbaut. Sie wurde 1885 vom gleichen Baumeister erweitert. Im Zweiten Weltkrieg wurde sie am 31. Dezember 1944 teilweise zerstört. Bis 1962 wurde sie durch Alfons Leitl wiederauf- und umgebaut.
Die Fenster sind von Walter Benner (Chor und Seitenschiff) bzw. von Vincenz Pieper.
Die letzte architektonische Änderung einschließlich einer neuen Orgel erfolgte ab 2009.